# Haloo Helsinki!
Haloo Helsinki! ist eine finnische Rockband aus Helsinki.

## Bandgeschichte
Jere Marttila und Leo Hakanen machten bereits als Schüler gemeinsam Musik und holten sich noch Jukka Soldan als Schlagzeuger dazu. 2006 trafen sie bei der Suche nach einer Sängerin auf die aus Ostfinnland stammende Elisa Tiilikainen (* 30. Juli 1990), die sich Elli Haloo nannte, und gründeten Haloo Helsinki!. Bereits ein Jahr später standen sie bei EMI Music unter Vertrag und ein weiteres Jahr später erschien ihr nach der Band benanntes Debütalbum. Es war von Erno Laitinen produziert worden und wurde mit einer Finnlandtour verbunden. Auf Anhieb kam die Band damit in die Top 10 der finnischen Charts. Mit dem zweiten Album Enemmän kuin elää konnten sie 2009 den Erfolg wiederholen.
Einen großen Schritt vorwärts machte die Band 2011 mit dem Album III. Es kam zwar auch nur auf Platz 8, hielt sich aber weit über ein halbes Jahr in den Charts und brachte ihnen eine Platinauszeichnung. Mit dem Song Maailman toisella puolen kamen sie erstmals auch in die Singlecharts, er erreichte Platz 3 und bekam ebenfalls Platin. Zwei weitere Lieder des Albums schafften es ebenfalls in die Top 10.
Vor dem nächsten Album gab es dann einige Veränderungen. Sony übernahm das Label EMI und stellte sich neu auf. Und Haloo Helsinki! hatten schon zuvor begonnen, eigene Lieder zu schreiben und schrieben das neue Album selbst. Maailma on tehty meitä varten erschien 2013 und machte das Quartett zu einer der beliebtesten Bands des Landes. Zum ersten Mal kamen sie auf Platz eins der Charts und 69 Wochen hielt sich das Album in den Top 40. Für 40.000 verkaufte Exemplare bekam es Doppelplatin. Der Song Vapaus käteen jää verpasste knapp die Spitzenposition. Bei den Emma-Awards, dem höchsten finnischen Musikpreis, wurde es als Popalbum des Jahres ausgezeichnet, Haloo Helsinki! bekamen die Preise für die beste Band und die besten Livemusiker.
Nur ein Jahr später folgte Kiitos ei ole kirosana, das zweite Nummer-eins-Album in Folge. Mit acht Wochen an der Spitze war es das erfolgreichste Album des Jahres. Mehr als zwei Jahre blieb es in der Hitparade und verkaufte sich über 80.000 Mal (Vierfachplatin). Mit dem Song Beibi schafften sie es auch in den Singlecharts auf Platz 1, fünf weitere Stücke des Albums kamen ebenfalls in die Top 20. Damit bestätigten sie bei den Emmas 2014 ihre Auszeichnung als beste Band und Kiitos ei ole kirosana wurde zum Album des Jahres gewählt.
Nach dem großen Erfolg nahm die Band 2015 eine Auszeit, die aber nicht lange dauerte. Ende 2016 erschien im Vorgriff auf das sechste Studioalbum die Single Rakas, mit der sie Platz 2 erreichten. Das Album Hulluuden Highway erschien im März 2017 und erreichte erneut Platz 1, der Titelsong kam auf Platz 2 der Singlecharts.

## Mitglieder

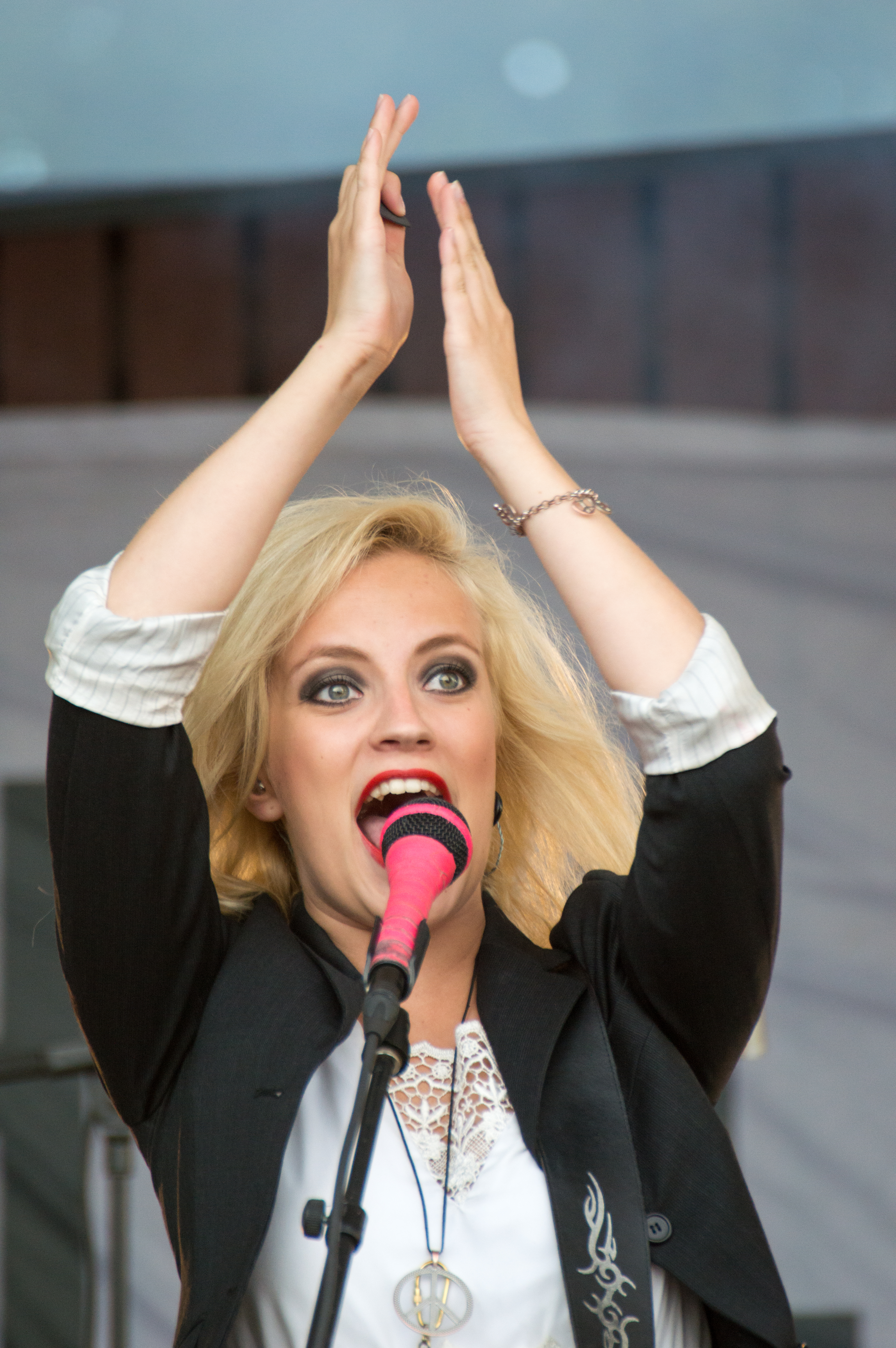
Elli Haloo – Sängerin
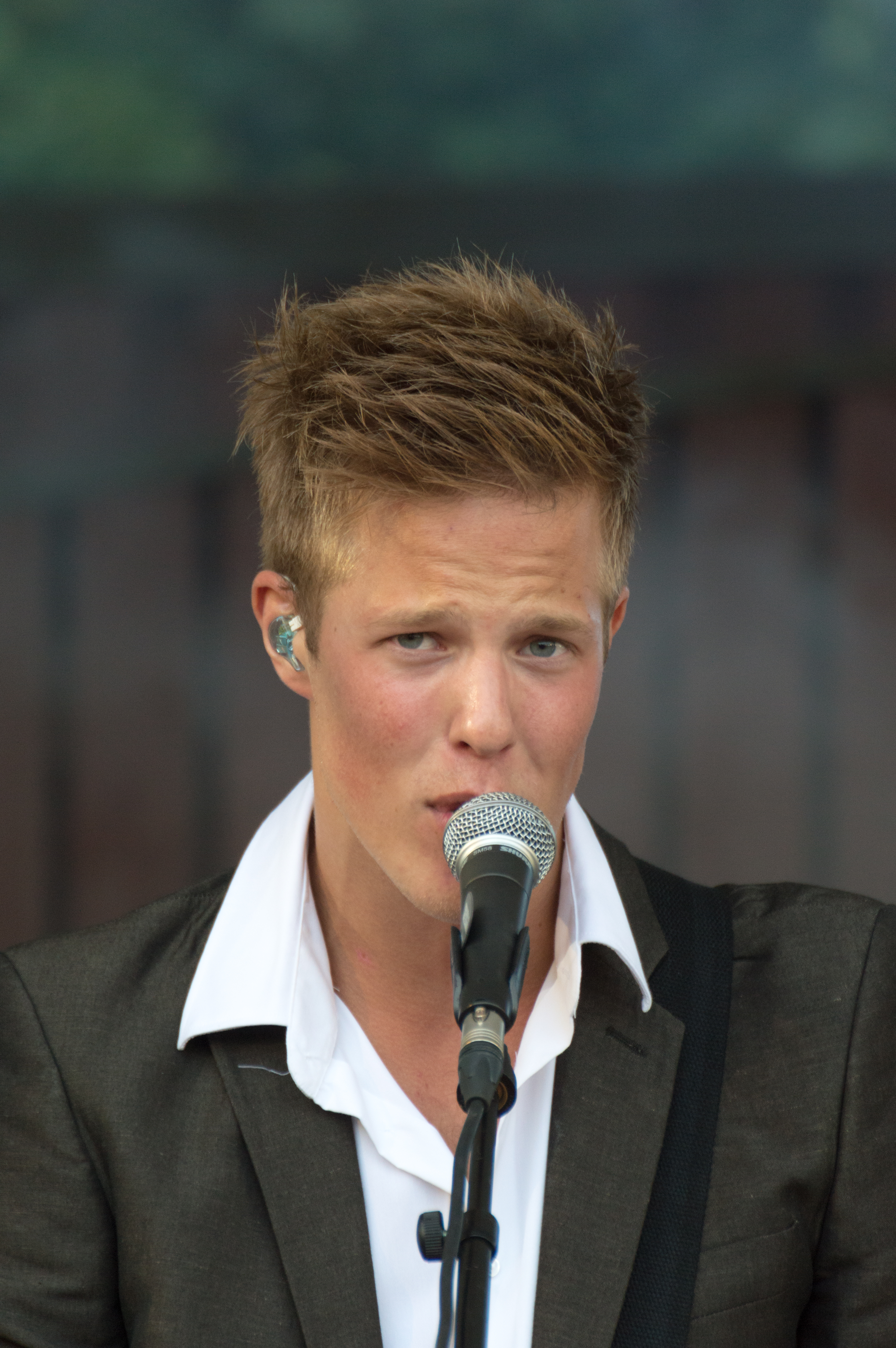
Jere Marttila – Gitarrist
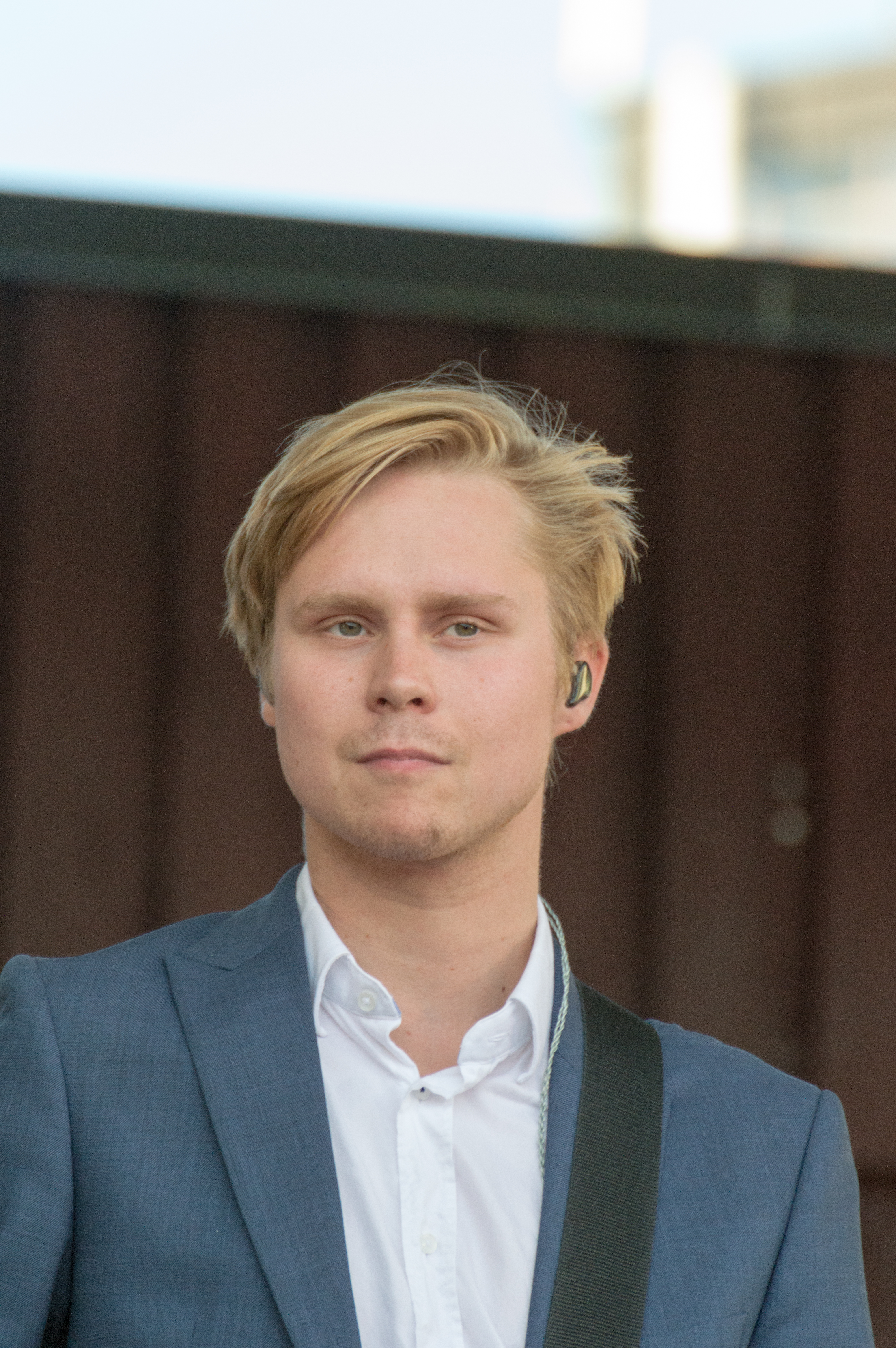
Leo Hakanen – Gitarrist
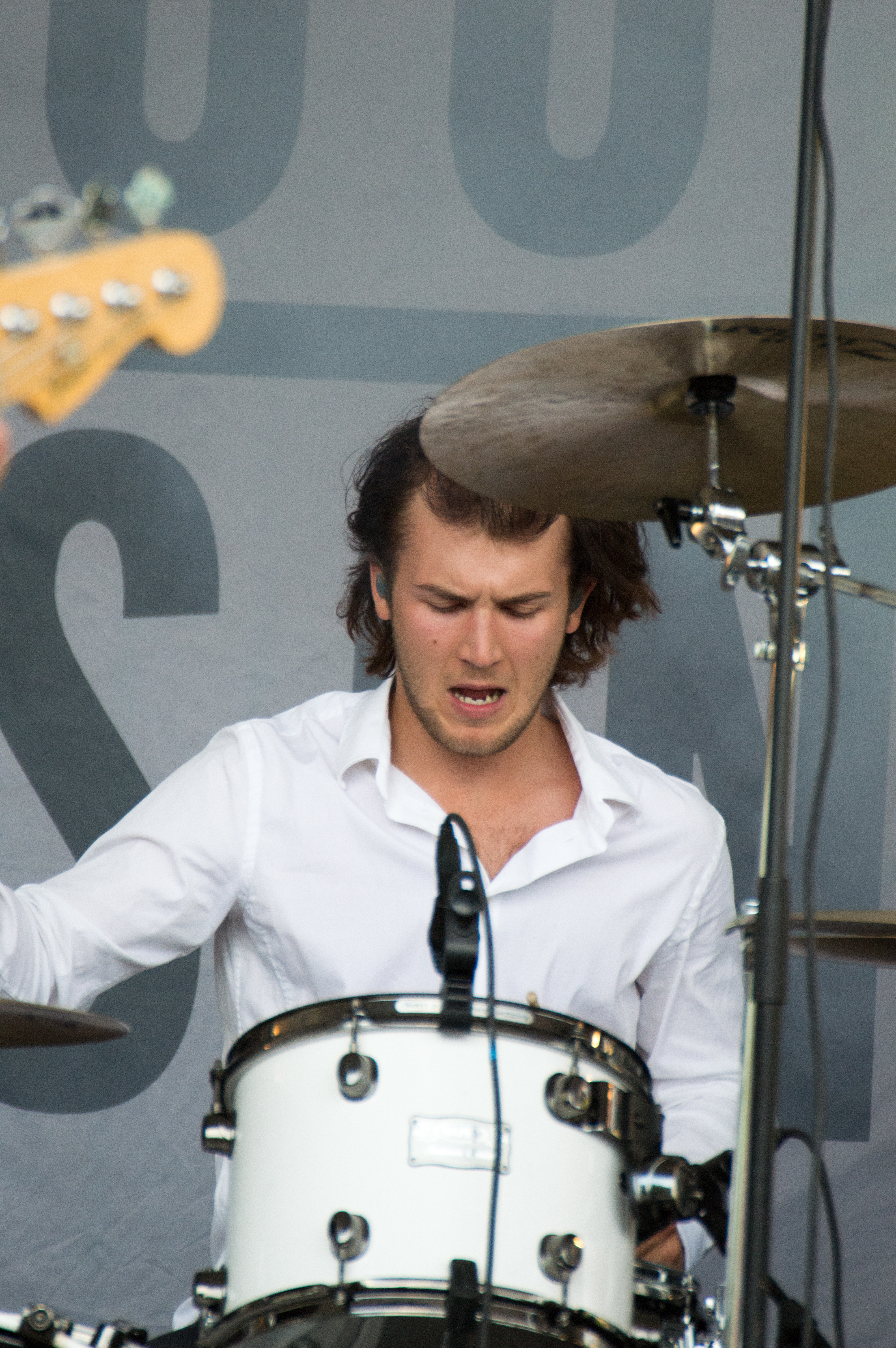
Jukka Soldan – Schlagzeuger

## Auszeichnungen
- Emma:
  - 2013: beste Band
  - 2013: beste Livemusiker
  - 2013: bestes Popalbum (Maailma on tehty meitä varten)
  - 2014: beste Band
  - 2014: bestes Album (Kiitos ei ole kirosana)
  - 2014: bestes Popalbum (Kiitos ei ole kirosana)

## Diskografie

### Alben
| Jahr | Titel                                            | Höchstplatzierung, Gesamtwochen, AuszeichnungChartsChartplatzierungen (Jahr, Titel, Platzierungen, Wochen, Auszeichnungen, Anmerkungen) | Anmerkungen                                       |
| Jahr | Titel                                            | FI | Anmerkungen                                       |
| ---- | ------------------------------------------------ | --- | ------------------------------------------------- |
| 2008 | Haloo Helsinki!                                  | FI6 (7 Wo.)FI |                                                   |
| 2009 | Enemmän kuin elää                                | FI7 (4 Wo.)FI | Erstveröffentlichung: 28. August 2009             |
| 2011 | III                                              | FI8 Platin · (36 Wo.)FI | Erstveröffentlichung: 25. Februar 2011            |
| 2013 | Helsingistä maailman toiselle puolen – 1997-2012 | FI49 (3 Wo.)FI | Best-of-Album                                     |
| 2013 | Maailma on tehty meitä varten                    | FI1 Platin · (69 Wo.)FI | Erstveröffentlichung: 8. Februar 2013             |
| 2013 | Enemmän kuin elää / III                          | FI48 (2 Wo.)FI |                                                   |
| 2014 | Kiitos ei ole kirosana                           | FI1 ×2Doppelplatin + Platin · (227 Wo.)FI                                                                                               |                                                   |
| 2015 | Arena                                            | FI4 (10 Wo.)FI | Erstveröffentlichung: 27. November 2015 Livealbum |
| 2017 | Hulluuden Highway                                | FI1 (60 Wo.)FI | Erstveröffentlichung: 10. März 2017               |
| 2017 | Haloo box!                                       | FI10 (4 Wo.)FI |                                                   |
| 2021 | Älä pelkää elämää                                | FI1 (… Wo.)FI | Erstveröffentlichung: 10. September 2021          |

### EPs
- 2018: Texas

### Singles
| Jahr | Titel Album                                                  | Höchstplatzierung, Gesamtwochen, AuszeichnungChartsChartplatzierungen (Jahr, Titel, Album, Platzierungen, Wochen, Auszeichnungen, Anmerkungen) | Anmerkungen                                                               |
| Jahr | Titel Album                                                  | FI | Anmerkungen                                                               |
| --- | ------------------------------------------------------------ | --- | ------------------------------------------------------------------------- |
| 2011 | Maailman toisella puolen III                                 | FI3 Platin · (27 Wo.)FI |                                                                           |
| 2011 | Kuule minua III                                              | FI9 (6 Wo.)FI |                                                                           |
| 2012 | Jos mun pokka pettää III                                     | FI8 (10 Wo.)FI |                                                                           |
| 2012 | Huuda! Maailma on tehty meitä varten                         | FI8 (10 Wo.)FI | Erstveröffentlichung: 3. Dezember 2012                                    |
| 2013 | Vapaus käteen jää Maailma on tehty meitä varten              | FI2 Gold · (22 Wo.)FI | Erstveröffentlichung: 1. Februar 2013                                     |
| 2014 | Beibi Kiitos ei ole kirosana                                 | FI1 (18 Wo.)FI | Erstveröffentlichung: 15. August 2014                                     |
| 2016 | Rakas Hulluuden Highway                                      | FI2 (10 Wo.)FI | Erstveröffentlichung: 2. Dezember 2016                                    |
| 2017 | Hulluuden Highway                                            | FI2 (12 Wo.)FI | Erstveröffentlichung: 27. Januar 2017                                     |
| 2017 | Tuntematon –                                                 | FI14 (2 Wo.)FI | Erstveröffentlichung: 15. September 2017                                  |
| 2017 | Joulun kanssas jaan –                                        | FI1 a (17 Wo.)FI | Erstveröffentlichung: 30. November 2017 feat. Cantores Minores            |
| 2018 | Texas                                                        | FI1 (6 Wo.)FI | Erstveröffentlichung: 3. Februar 2018 feat. JVG                           |
| 2020 | Lady Domina Älä pelkää elämää                                | FI3 (11 Wo.)FI | Erstveröffentlichung: 9. Oktober 2020                                     |
| 2021 | Piilotan mun kyyneleet Älä pelkää elämää                     | FI1 (27 Wo.)FI | Erstveröffentlichung: 19. Februar 2021                                    |
| 2021 | Tulikärpäset Älä pelkää elämää                               | FI4 (10 Wo.)FI | Erstveröffentlichung: 6. August 2021                                      |
| 2022 | Reiviluola Älä pelkää elämää                                 | FI2 (35 Wo.)FI | Erstveröffentlichung: 30. Dezember 2022 Single-VÖ: Remix mit Etta & Jambo |
| 2023 | Ei suomalaiset tanssi –                                      | FI47 (1 Wo.)FI | Erstveröffentlichung: 23. Juni 2023                                       |
| 2024 | Kaikki päättyy kyyneliin –                                   | FI11 (2 Wo.)FI | Erstveröffentlichung: 22. November 2024                                   |
| 2025 | Gardenia –                                                   | FI11 (… Wo.)FI | Erstveröffentlichung: 21. März 2025                                       |
| Folgende Lieder erschienen nicht als Single, wurden aber durch das Album zum Download und Streaming bereitgestellt und konnten somit eine Platzierung erlangen: |                                                              | |                                                                           |
| |                                                              | |                                                                           |
| 2013 | Maailma on tehty meitä varten                                | FI14 (10 Wo.)FI |                                                                           |
| 2014 | Kiitos ei ole kirosana                                       | FI4 (6 Wo.)FI |                                                                           |
| 2014 | Vihaan kyllästynyt Kiitos ei ole kirosana                    | FI10 (3 Wo.)FI |                                                                           |
| 2014 | Köpis 2012 Kiitos ei ole kirosana                            | FI16 (1 Wo.)FI |                                                                           |
| 2014 | Nainen jonka ympärille tuolit tuodaan Kiitos ei ole kirosana | FI18 (1 Wo.)FI |                                                                           |
| 2014 | Kuussa tuulee Kiitos ei ole kirosana                         | FI20 (1 Wo.)FI |                                                                           |
| 2015 | Pulp Fiction Kiitos ei ole kirosana                          | FI16 (6 Wo.)FI |                                                                           |
| 2018 | Kaksi ihmistä Texas                                          | FI5 (12 Wo.)FI |                                                                           |
| 2021 | Pelikaani Älä pelkää elämää                                  | FI13 (2 Wo.)FI |                                                                           |
| 2021 | Foliohattukauppias Älä pelkää elämää                         | FI17 (1 Wo.)FI |                                                                           |
| 2021 | Älä pelkää elämää                                            | FI19 (1 Wo.)FI |                                                                           |
| 2021 | Tahdon Älä pelkää elämää                                     | FI20 (1 Wo.)FI |                                                                           |